# Павлинов, Андрей Михайлович
 Андре́й Миха́йлович Павли́нов  (1852—1897) — русский архитектор, археолог, реставратор, историк архитектуры, хранитель Оружейной палаты, академик Императорской Академии художеств.

## Биография
Родился в Иркутске 10 (22) октября 1852 года (согласно Н. Собко и далее в «Московском некрополе» — 1 октября), в семье чиновника.
Учился до 3-го класса в Иркутской гимназии; место завершения среднего образования неизвестно.
Учился в Императорское Московское техническое училище. В 1873 году стал посещать рисовальную школу в Санкт-Петербурге при Академии художеств, затем учился в Академии, где в 1875 и 1876 годах получал вторые серебряные медали; в 1877 году — звание классного художника архитектуры 3-й степени за «проект деревянной лютеранской церкви» и 2-й степени (в 1878) за «проект мануфактурного музея с рисовальной школой»; в 1879 году получил звание классного художника архитектуры 1-й степени за «проект инвалидного дома».
После окончания академии в 1879 году он был командирован Академией художеств по России для собирания материалов по древнерусскому искусству (1880—1881). Во время поездки он обследовал кремли и храмы во многих старинных русских городах, древние монастыри; срисовал в различных губерниях старинные монастыри и утварь; изучая памятники древнерусского зодчества, написал много сочинений по этому предмету. С 1882 года — член-корреспондент, с 1885 года — действительный член Московского археологического общества.
За проект реставрации Спасо-Преображенского собора в Чернигове получил в марте 1883 года звание академика архитектуры. Руководил реставрацией в Коломенском кремле, выполнил проекты реставрации собора Мирожского монастыря в Пскове, Софийского собора в Полоцке, Успенского собора во Владимире, церквей и соборов Московского Кремля.
С 1888 года служил хранителем, затем заведующим отделом Оружейной палаты. В 1888 году совершил экспедиции во многие регионы Кавказа. При изучении архитектурных памятников делал фотофиксацию (привлёк для этой работы И. Ф. Барщевского).
Принимал участие в конкурсах на проект памятника Александру II в Кремле, здания Московской городской думы и других.
Автор первого профессионального курса «История русской архитектуры» (М., 1894). Эта работа была представлена на 37-е присуждение Уваровской премии. Её рецензент, Н. В. Султанов, раскритиковал новое деление автором русской архитектуры на исторические периоды вместо общепринятого, одновременно положительно отметив другую работу Павлинова — «Древности ярославские и ростовские» (М., 1892). На основании этих мнений Академия наук решила увенчать труды Павлинова почётным отзывом. Работы А. М. Павлинова положительно отмечал В. В. Стасов («Филологическая библиотека»).
Умер 13 (25) ноября 1897 года в Москве; похоронен на Пятницком кладбище.